# Oreochromis tanganicae
Oreochromis tanganicae — вид окунеподібних риб родини цихлових (Cichlidae).

## Поширення
Ендемік озера Танганьїка.

## Опис
Виростає до 42 см завдовжки. Тіло самців покрите суцільними рядами яскраво-блакитних цяток. Колір фону тіла від сіруватого або жовтого до яскраво-червоного. Нижня частина голови сіро-біла. Хвостовий плавець має червоний фон, а спинний плавець - широкий червоний край. Самиці однотонного сріблястого кольору з перламутровими плямами на флангах.